# Pertes militaires signalées lors de l'invasion turque de Chypre
Les pertes militaires signalées lors de l'invasion turque de Chypre débutent le 20 juillet 1974, lorsque les forces armées de la Turquie envahissent la partie nord de la république de Chypre en réponse à la dictature des colonels soutenu par le coup d'État de 1974 à Chypre qui se déroule sur l'île contre le président élu démocratiquement du pays, l'archevêque Makarios III. La phase initiale de l'invasion turque, communément appelée « Attila-1 », dure jusqu'au 24 juillet 1974, après quoi l'offensive ralentit et une guerre terrestre s'ensuit.
Le 14 août 1974, les forces armées turques dans le Nord de Chypre sont suffisamment renforcées pour lancer une deuxième offensive majeure, « Attila-2 », qui étend la zone sous leur contrôle à environ 38 % de la superficie terrestre d'ici le 18 août 1974 et la fin des hostilités par un cessez-le-feu.

## Offensive Attila 1 (20-23 juillet 1974)

### 20 juillet 1974
| Type                       | Équipement        | Propriétaire              | Unité                                               | Localisation                             | Pertes | Notes |
| -------------------------- | ----------------- | ------------------------- | --------------------------------------------------- | ---------------------------------------- | ------ | --- |
| Torpilleur                 | P-4 Skinhead      | Marine chypriote          | Escadron de Kyrenia                                 | Nord de Kyrenia                          | 2      | Les navires T-1 et T-3 sont envoyés pour engager la première flottille turque à son approche de Kyrenia. Un navire est détruit par une attaque aérienne, et l'autre par l'artillerie d'un destroyer turc. |
| Artillerie                 | 25-pounder        | Garde nationale chypriote | 182e bataillon d'artillerie                         | Autoroute Lapithou-Kyrenia               | 2      | Ce bataillon perd deux pièces d'artillerie dans un accident de la route alors qu'il se déplace vers ses positions de tir dans la première heure de l'invasion. |
| Char moyen                 | T-34/85           | Garde nationale chypriote | 251e bataillon d'infanterie                         | Plage de Five Mile (Pentemili) à Kyrenia | 5      | Cinq véhicules sont affectés au 251e bataillon d'infanterie par le 23e bataillon de chars moyens avant le 15 juillet 1974 pour soutenir les aspects du coup d'État à Kyrenia et protéger contre un débarquement turc. Tous les cinq sont perdus lors d'une attaque sur la tête de pont turque (quatre sont détruits par des armes antichars portables d'infanterie, le cinquième est abandonné en raison d'une panne mécanique). |
| Transport de troupe blindé | M113              | Armée turque              | 230e régiment d'infanterie mécanisée (28e division) | Plage de Five Mile (Pentemili) à Kyrenia | 2      | 20 APC M113 du 230e régiment d'infanterie mécanisée (moins un bataillon) sont débarqués lors de l'assaut amphibie initial sur Pentemili. Les chars turcs étant incapables de débarquer, une attaque chypriote grecque avec des chars force les M113 à tenter de soutenir la confrontation. En conséquence, les chars T-34 détruisent deux des M113 avec des tirs de munitions HVAP de 85 mm. |
| Armes antichar             | Canons sans recul | Armée turque              | Force de frappe spéciale "Cakmak"                   | Plage de Five Mile (Pentemili) à Kyrenia | 2      | Une attaque initiale lourde par des T-34 chypriotes grecs avec le soutien d'infanterie inflige la destruction de deux nids de canons sans recul – un M40A1 de 106 mm et un M18A1 de 57 mm. |
| Char moyen                 | T-34/85           | Garde nationale chypriote | Groupe de combat Boufas                             | Route Morphou-Kyrenia, Kyrenia           | 1      | Un groupe de combat dirigé par le lieutenant-colonel Kostantinos Boufas comprend 3 T-34/85 envoyés de Morphou (23e bataillon de chars moyens). Lors du premier engagement avec le flanc ouest turc, un des chars est mis hors de combat par une arme antichar légère LAW. |
| Char moyen                 | T-34/85           | Garde nationale chypriote | Groupe de combat Geunyeli                           | Enclave Geunyeli, Nicosie                | 3      | Lors d'une attaque coordonnée majeure sur les fortifications de Geunyeli, le 23e bataillon de chars moyens contribue avec 19 chars pour empêcher une tête de pont turque de Kyrenia à Geunyeli. Deux T-34 sont détruits par une attaque aérienne turque, et un troisième se retrouve piégé dans des obstacles et est abandonné. Ce dernier est capturé intact par les forces turques. |
| Transport de troupe blindé | BTR-152V1         | Garde nationale chypriote | 286e bataillon d'infanterie mécanisée               | Kontemnos, Nicosie                       | 6      | Tentant de contourner la jonction de l'autoroute Geunyeli vers Kyrenia, un convoi de véhicules blindés du 286e bataillon tente de passer par le village de Kontemnos. Six véhicules BTR-152 sont mitraillés et bombardés par des avions de chasse turcs, les faisant prendre feu. |
| Artillerie                 | 25-pounder        | Garde nationale chypriote | 181e bataillon d'artillerie                         | Village de Syhari, Nicosie               | 1      | Un canon est immobilisé après que ses roues sont détruites par des tirs d'attaque aérienne turque. Il est abandonné à Syhari car il ne peut pas être déplacé. Ce n'est pas exact. Le 25-pounder est remorqué au camp de la compagnie HQ du 361e bataillon d'infanterie à Syhari le 20 juillet avec un pneu crevé. Plus tard dans la journée, une équipe du 181e bataillon d'artillerie revient à Syhari avec un pneu supplémentaire et un camion et récupère le canon. |
| Artillerie                 | Quad .50cal A/A   | Garde nationale chypriote | 181e bataillon d'artillerie                         | Village de Syhari, Nicosie               | 1      | Un canon antiaérien du type M55A4 est détruit par une attaque aérienne à Syhari à 10h30. Cela n'est pas non plus exact. Il s'agissait d'un quad 50 monté sur un camion Austin de la Seconde Guerre mondiale qui atteint à peine Syhari en raison de problèmes mécaniques. Il remorquait un canon antiaérien russe double de 14,7. Le canon remorqué est laissé à l'intersection de Mia Millia à Dikomo, il est installé et tiré contre les F-100 turcs qui mitraillent le camp voisin. Il est abandonné par les forces de la Garde nationale qui se retirent. L'Austin avec le quad 50 est garé juste à l'est de la porte principale du camp de la compagnie HQ du 361e bataillon d'infanterie à Syhari. Seuls 3 des 4 canons fonctionnent et il tire également sur les mêmes F-100 que le 14,7. Il est également abandonné par les forces de la Garde nationale en retraite car il est immobile. |
| Véhicule polyvalent        | Bedford           | Garde nationale chypriote | 181e bataillon d'artillerie                         | Village de Syhari, Nicosie               | 2      | Deux véhicules polyvalents sont détruits dans l'attaque aérienne de 10h30 au village de Syhari. |
| Artillerie                 | 25-pounder        | Garde nationale chypriote | 185e bataillon d'artillerie                         | Camp Andrew Karvos, Athalassas           | 5      | Une attaque aérienne turque est lancée contre cette base de la Garde nationale à Nicosie à 05h20. Des roquettes et du napalm entraînent la destruction de cinq canons et de la plupart des munitions, ainsi que la perte de six personnels. |
| Artillerie                 | 25-pounder        | Garde nationale chypriote | 187e bataillon d'artillerie                         | Camp Dimitri Christodolou, Athalassas    | 8      | Un raid aérien massif turc sur ce camp dans les premières heures surprend le bataillon alors qu'il se prépare encore à se mobiliser. Huit des 12 canons d'artillerie sont détruits et six personnels sont tués. |
| Avion de transport         | Divers            | Force aérienne turque     | Divers                                              | Nord de Chypre                           | 3      | Au cours du premier jour de la campagne aérienne turque, trois avions de transport – C-47 No.6035, un C-130 du 222.Filo et un C-160 du 221.Filo sont endommagés par des tirs antiaériens chypriotes grecs. Tous trois récupérés, mais ne jouent plus aucun rôle dans le conflit.[citation nécessaire] |
| Avion de chasse            | F-100 Super Sabre | Force aérienne turque     | Divers                                              | Nord de Chypre                           | 2      | Au cours du premier jour du conflit, les F-100D 55-3756 de 171.Filo et F-100C 54-2042 de 132.Filo sont abattus par des tirs antiaériens.[citation nécessaire] |
| Avion de chasse            | RF-84F            | Force aérienne turque     | 184 Filo                                            | Nord de Chypre                           | 1      | Au cours du premier jour du conflit, un avion de reconnaissance RF-84F de 184 Filo est abattu par des tirs antiaériens chypriotes grecs.[citation nécessaire] |
| Avion                      | Dornier Do-28D    | Force aérienne turque     | Inconnu                                             | Nord de Chypre                           | 1      | Au cours du premier jour du conflit, un Dornier Do-28D de la force aérienne turque est abattu au nord-ouest de Nicosie.[citation nécessaire] |

### 21 juillet 1974
| Type             | Équipement                 | Propriétaire          | Unité               | Localisation         | Pertes | Notes |
| ---------------- | -------------------------- | --------------------- | ------------------- | -------------------- | ------ | --- |
| Navire de guerre | D-354 Kocatepe             | Marine turque         | Inconnu             | Nord-Ouest de Chypre | 1      | Le destroyer turc D-354 Kocatepe est attaqué par erreur par des avions de chasse turcs, entraînant le naufrage du navire et la perte de 54 membres d'équipage.                                   |
| Navire de guerre | D-353 Adatepe              | Marine turque         | Inconnu             | Nord-Ouest de Chypre | 1      | Le destroyer turc D-353 Adatepe est attaqué et endommagé par erreur par des avions de chasse turcs. Pertes inconnues. Le navire retourne au port.                                                |
| Navire de guerre | D-351 Mareşal Fevzi Çakmak | Marine turque         | Inconnu             | Nord-Ouest de Chypre | 1      | Le destroyer turc D-351 Mareşal Fevzi Çakmak est attaqué et endommagé par erreur par des avions de chasse turcs. Pertes inconnues. Le navire retourne au port.                                   |
| Avion de chasse  | F-104G                     | Force aérienne turque | 191 Filo            | Nord-Ouest de Chypre | 1      | L'avion 64-17783 est perdu au combat le 21 juillet 1974.[citation nécessaire] |
| Avion de chasse  | F-100C/D                   | Force aérienne turque | Divers              | Chypre               | 2      | Les F-100D 55-2825 de 111. Filo et 54-2083 de 112.Filo sont tous deux perdus au combat lors de la campagne aérienne diurne du 21 juillet.[citation nécessaire]                                   |
| Torpilleur       | P-4 Skinhead               | Marine chypriote      | Escadron de Boghazi | Boghazi              | 1      | Le bateau patrouilleur motorisé T-2 s'échoue accidentellement à Boghazi et est abandonné. Il est capturé plus tard le 18 août lorsque les forces turques capturent la base.[citation nécessaire] |

### 22 juillet 1974
| Type                       | Équipement | Propriétaire              | Unité                                | Localisation        | Pertes | Notes |
| -------------------------- | ---------- | ------------------------- | ------------------------------------ | ------------------- | ------ | --- |
| Char de bataille principal | M47        | Armée turque              | 39e bataillon de chars divisionnaire | Aéroport de Nicosie | 5      | Cinq chars M47 Patton turcs sont perdus le long de l'approche ouest de Kyrenia au cours de l'action diurne alors que les forces turques avancent sur la ville le long de l'autoroute de la plage de Five Mile. 23 pertes.[citation nécessaire] |
| Véhicule blindé            | ATS-712    | Garde nationale chypriote | 241e bataillon d'infanterie          | Kyrenia             | 1      | Un certain nombre de véhicules blindés ATS-712 ou "TS" assemblés localement sont perdus au combat lors de la défense du flanc ouest de Kyrenia.                                                                                                |
| Avion de chasse            | F-100D     | Force aérienne turque     | Divers                               | Nord de Chypre      | 2      | Les F-100D Super Sabres turcs 54-2238 de 172 Filo et 54-22?? de 171 Filo sont perdus au combat le 22 juillet au-dessus de Chypre en raison de tirs ennemis.[citation nécessaire]                                                               |
| Avion de chasse            | F-100C     | Force aérienne turque     | 171 Filo                             | Turquie             | 1      | Un F-100C turc de 171 Filo est perdu dans un accident d'atterrissage après être revenu d'une mission de combat au-dessus de Chypre. Numéro de série inconnu.[citation nécessaire]                                                              |
| Avion de transport         | Noratlas   | Force aérienne hellénique | Divers                               | Aéroport de Nicosie | 3      | Deux avions (53-234 et 52-144) sont accidentellement endommagés par des tirs antiaériens chypriotes grecs. Ils réussissent à atterrir en toute sécurité en Crète mais ne jouent plus aucun rôle dans le conflit.                               |

### 23 juillet 1974
| Type                       | Équipement | Propriétaire              | Unité                                | Localisation        | Pertes | Notes |
| -------------------------- | ---------- | ------------------------- | ------------------------------------ | ------------------- | ------ | --- |
| Char de bataille principal | M47        | Armée turque              | 39e bataillon de chars divisionnaire | Aéroport de Nicosie | 2      | Deux chars M47 turcs sont perdus lors d'une manœuvre de diversion ratée du côté est du terminal principal, où ils sont engagés par une équipe de deux hommes armés de bazookas M20 Super du 21 EAN et détruits.         |
| Artillerie                 | 75 mm      | Garde nationale chypriote | 191e compagnie d'artillerie POP      | Bellapais, Kyrenia  | 4      | Toute la compagnie est encerclée et finalement détruite ainsi que le 181e bataillon d'artillerie après avoir été embusquée par les forces turques à leurs positions de tir à Bellapais.                                 |
| Artillerie                 | 12,7 mm    | Garde nationale chypriote | 191e compagnie d'artillerie POP      | Bellapais, Kyrenia  | 3      | Ces canons font partie de ceux perdus lorsque la 191e POP est embusquée. |
| Artillerie                 | 25-pounder | Garde nationale chypriote | 181e bataillon d'artillerie          | Bellapais, Kyrenia  | 12     | Tout le 181e bataillon d'artillerie est anéanti, avec la perte de tout le personnel, et embusqué les positions de tir du bataillon 181 et de la compagnie 191. Le bataillon refuse de rendre ses canons et est anéanti. |

## Affrontements du 24 juillet au 13 août

### 1eraoût
| Type                       | Équipement | Propriétaire | Unité   | Localisation | Pertes | Notes |
| -------------------------- | ---------- | ------------ | ------- | ------------ | ------ | --- |
| Char de bataille principal | M47        | Armée turque | Inconnu | Karavas      | 1      | Un seul char M47 est détruit par un tir d'une arme antichar 3M6 Snapper juste au nord du village de Karavas, district de Kyrenia. Le char est probablement du 28e bataillon de chars divisionnaire. |

### 2 août
| Type                       | Équipement | Propriétaire | Unité                                | Localisation               | Pertes | Notes |
| -------------------------- | ---------- | ------------ | ------------------------------------ | -------------------------- | ------ | --- |
| Char de bataille principal | M47        | Armée turque | 28e bataillon de chars divisionnaire | Colline de Kornos, Kyrenia | 2      | Deux chars M47 Patton sont perdus dans une embuscade exécutée par des sapeurs du 316 TE. L'un des véhicules est capturé intact.                                              |
| Transport de troupe blindé | M113       | Armée turque | 230e régiment d'infanterie mécanisée | Colline de Kornos, Kyrenia | 2      | Deux APC M113 sont perdus dans une embuscade exécutée par des sapeurs du 316 TE sur une piste de montagne étroite à Kornos Hill. L'un est capturé intact avec un M47 Patton. |

### 6 août
| Type                       | Équipement | Propriétaire | Unité                                | Localisation      | Pertes | Notes |
| -------------------------- | ---------- | ------------ | ------------------------------------ | ----------------- | ------ | --- |
| Char de bataille principal | M47        | Armée turque | 28e bataillon de chars divisionnaire | Vassilia, Kyrenia | 2      | Deux chars de bataille principaux M47 sont perdus au combat lors d'une bataille au village de Vassilia le 6 août. Les chars soutiennent une manœuvre du 61e régiment d'infanterie turc.[citation nécessaire] |

## Offensive Attila 2 (14-18 août 1974)

### 14 août
| Type         | Équipement   | Propriétaire              | Unité                   | Localisation | Pertes | Notes |
| ------------ | ------------ | ------------------------- | ----------------------- | ------------ | ------ | --- |
| Artillerie   | Six-Pounder  | Garde nationale chypriote | 173e bataillon antichar | Mia Millia   | 9      | Le 173e bataillon est contacté à ses positions défensives à Mia Millia à 10h00 alors qu'il soutient le 399e bataillon d'infanterie, et ses lignes sont envahies à 10h30. Le haut commandement (GEEF) ordonne la retraite à 10h55, et 9 des 12 canons sont perdus à leurs positions de tir. |
| Torpilleur   | P-4 Skinhead | Marine chypriote          | Escadron de Boghazi     | Boghazi      | 3      | Les navires T4, T5 et T6 sont sabordés par leurs propres équipages le 14 août alors que les forces turques approchent de la base navale, sans ravitaillement en carburant disponible pour permettre aux navires de s'échapper.                                                             |
| Patrouilleur | R-151        | Marine chypriote          | Escadron de Boghazi     | Boghazi      | 1      | Le Leventis (pennant 15) est sabordé par son propre équipage à la base navale de Chrysulis, Boghazi. |

### 15 août
| Type                       | Équipement  | Propriétaire              | Unité                                | Localisation | Pertes | Notes |
| -------------------------- | ----------- | ------------------------- | ------------------------------------ | ------------ | ------ | --- |
| Char moyen                 | T-34/85     | Garde nationale chypriote | 23 ΕΜΑ (attaché au 341e bataillon)   | Famagouste   | 3      | À 14h00, le 341e bataillon chypriote grec engage des chars turcs et le 14e régiment d'infanterie turc. Réalisant qu'il est abandonné et isolé, le commandement du 341e ordonne la retraite à 17h00, couverte par les chars T-34. Les chars T-34 sont ensuite abandonnés, et leurs équipages sont pris en charge par le personnel de l'ONU à Famagouste. |
| Artillerie                 | Six-Pounder | Garde nationale chypriote | 341e bataillon                       | Famagouste   | 6      | Abandonné à 17h00 après l'effondrement des défenses de Famagouste. |
| Char de bataille principal | M47         | Armée turque              | 28e bataillon de chars divisionnaire | Lapithos     | 1      | Un char M47 est capturé intact lors d'une embuscade par le 231e bataillon près de Lapithos. Le char est utilisé pour bombarder l'ennemi, mais ne peut pas être récupéré et est par conséquent détruit par son équipage chypriote grec. |

### 16 août
| Type                       | Équipement | Propriétaire | Unité                                | Localisation | Pertes | Notes |
| -------------------------- | ---------- | ------------ | ------------------------------------ | ------------ | ------ | --- |
| Char de bataille principal | M47 / M48  | Armée turque | 28e bataillon de chars divisionnaire | Nicosie      | 5      | Un total de cinq chars de bataille principaux turcs sont perdus au combat lors de l'assaut sur le camp grec ELDYK à l'ouest de Nicosie. Quatre véhicules sont touchés par des armes antichar légères, et un cinquième est détruit par un tir d'artillerie. |
| Char de bataille principal | M47        | Armée turque | Inconnu                              | Nicosie      | 1      | Un seul char M47 est perdu au combat lors d'un engagement avec des T-34 retranchés dans le nord de Nicosie dans l'après-midi. |